# Pysen
Pysen est une petite île inhabitée située dans la municipalité de Mandal dans le comté d'Agder en Norvège.
C'est le point le plus au sud de la Norvège métropolitaine. C'est Jostein Andreassen qui a découvert en juillet 1987 que le récif Pysen est le point le plus méridional de la Norvège. L'enseignant de Søgne avec l'histoire naturelle et la culture côtière comme zones spéciales a réussi à faire étendre la frontière du pays de 110 mètres vers le sud. Auparavant, la National Mapping Authority avait déclaré que l'île de Vestre Kråga (3,4 km plus à l'ouest) était le point le plus au sud de la Norvège.
Le nom Pysen est probablement une forme spécifique de pys signifiant petit garçon.